# Girusul precentral

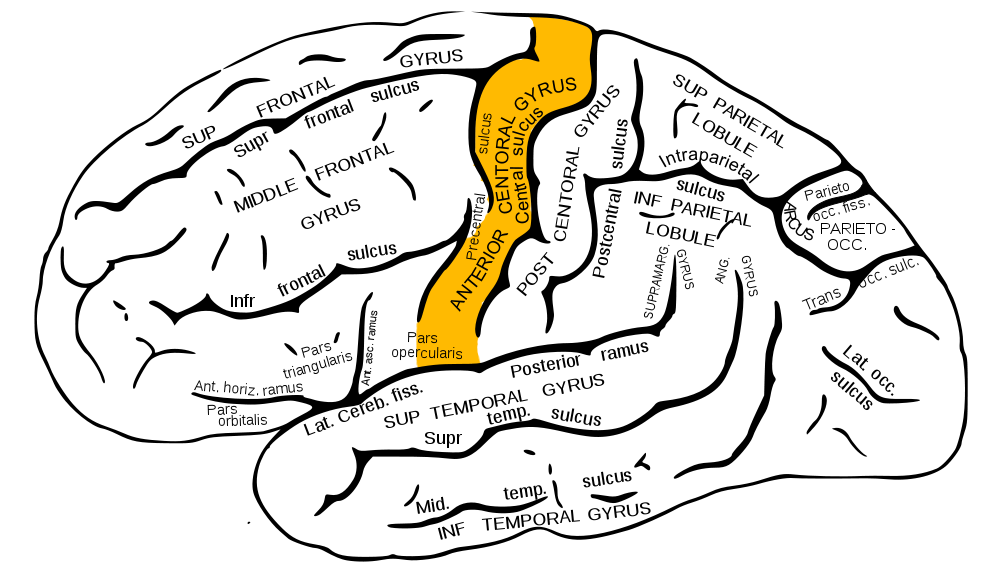

Girusul precentral este sediul cortexului motor primar (aria 4 Brodmann).

### Anatomie
Girusul precentral (Gyrus precentralis) e situat în regiunea posterioară a lobului frontal, mai precis în fața (anterior de) șanțului central (Sulcus centralis cerebri), care îl separă de girusul postcentral. Limita anterioară a girusului precentral este reprezentată de șanțul precentral, iar cea inferioară de către fisura laterală (fisura/scizura lui Silvius). Partea sa medială este în contiguitate cu lobulul paracentral. 
Stratul piramidal intern al girusului precentral conține neuroni piramidali giganți (70-100 microni în diametru) - celulele lui Betz, care eprezintă neuronul motor central (în engleză: upper motor neuron). Prelungirile axonale ale acestor neuroni giganți descind în substanța albă cerebrală și converg la nivelul capsulei interne (ramul posterior), după care își continuă traiectoria descendentă. O parte a acestora se încrucișeză în trunchiul cerebral, realizând în final sinapse cu neuronii motori periferici (în engleză: lower motor neuron) situați în nucleii motori ai nervilor cranieni. Cea mai mare parte a axonilor motori își continuă traiectoria descendentă prin trunchiul cerebral formând tractul corticospinal (calea piramidală, calea motorie),se încrucișează în bulbul rahidian și descind prin cordoanale medulare anterioarei până la nivelul cornului anterior al măduvei spinării unde realizează sinapse (cel mai adesea prin intermediul unor interneuroni) cu neuronii motori periferici medulari (în engleză: lower motor neuron). O mică parte a fibrelor motorii se încrucișează la nivelul măduvei spinării, apoi realizează sinapse cu neuronii motori periferici. 
Diferitele părți ale corpului (membre, trunchi, față) sunt reprezentate la nivelul girusul precentral într-o manieră somatotopică (conceptualizată prin homunculusul motor). 
- aria motorie a membrului inferior este situată cel mai medial (aproape de linia mediană)
- aria feței și capului este situată del mai lateral
- aria membrului superior (inclusiv a mâinii) - cea mai bine reprezentată - este situată între aria membrului inferior și cea a feței.

Ramuri ale arterei cerebrale medii furnizează cea mai mare parte a vascularizației arteriale a girusului precentral. Zona medială își primește vascularizția arterială prin intermediul unor ramuri ale arterei cerebrale anterioare, aspect cu importanță clinică în manifestările asociate întreruperii fluxului prin una dintre aceste artere (exemplu: într-un accident vascular cerebral ischemic în teritoriul arterei cerebrale medii deficitul la nivelul membrului inferior corespondent este mai puțin semnificativ sau absent)
Leziuni ale girusului precentral au ca rezultat paralizii ale feței, trunchiului sau ale membrelor de partea opusă a corpului (pareză facială, monopareză a membrului superior sau inferior, hemipareză).